# Linguado

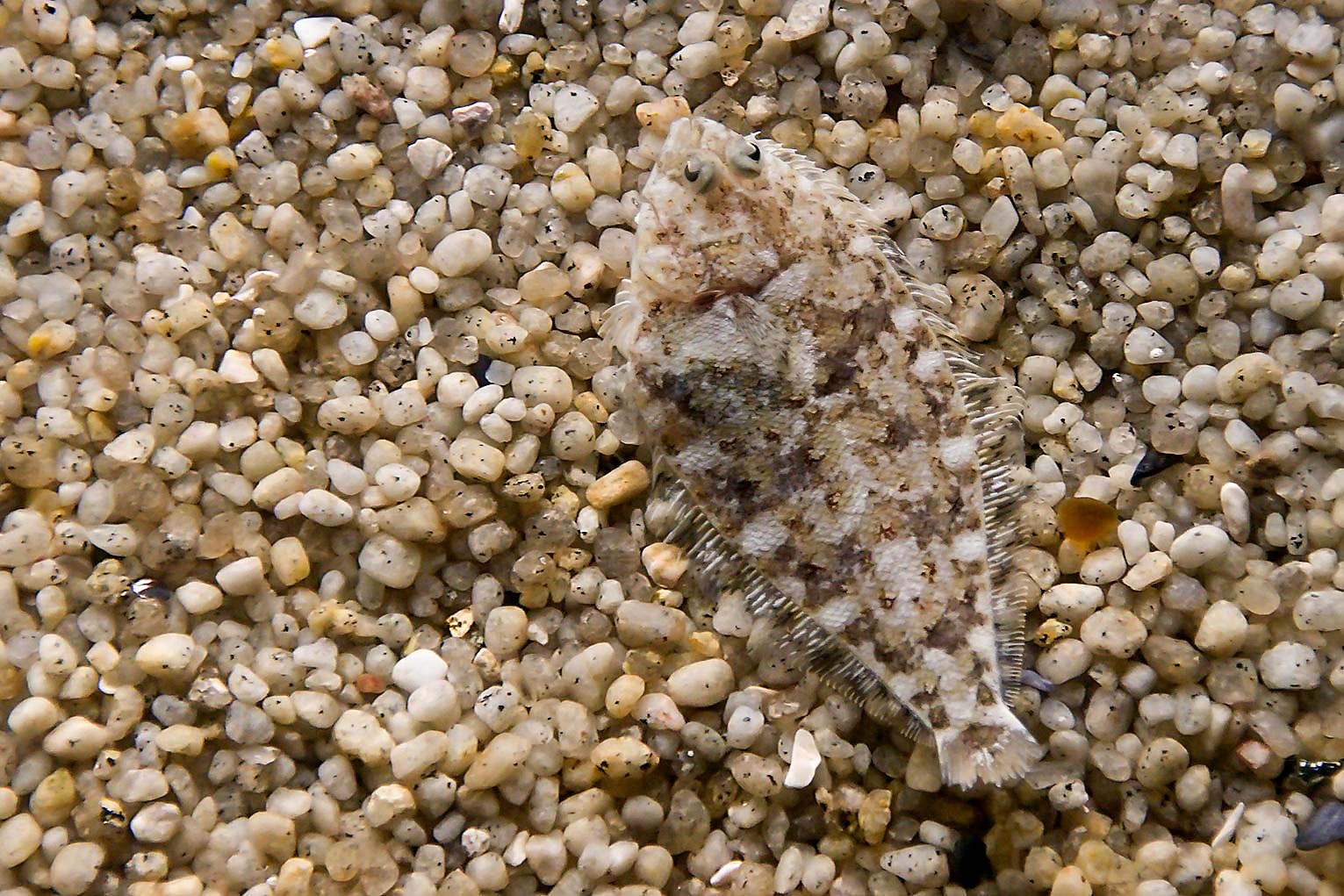
Um linguado camuflado no seu ambiente natural.

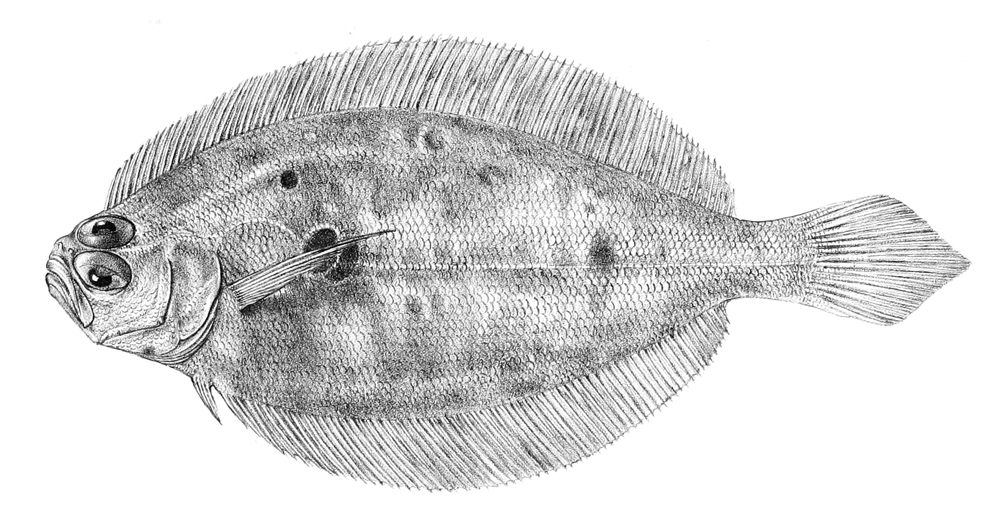
Paralichthys brasiliensis.

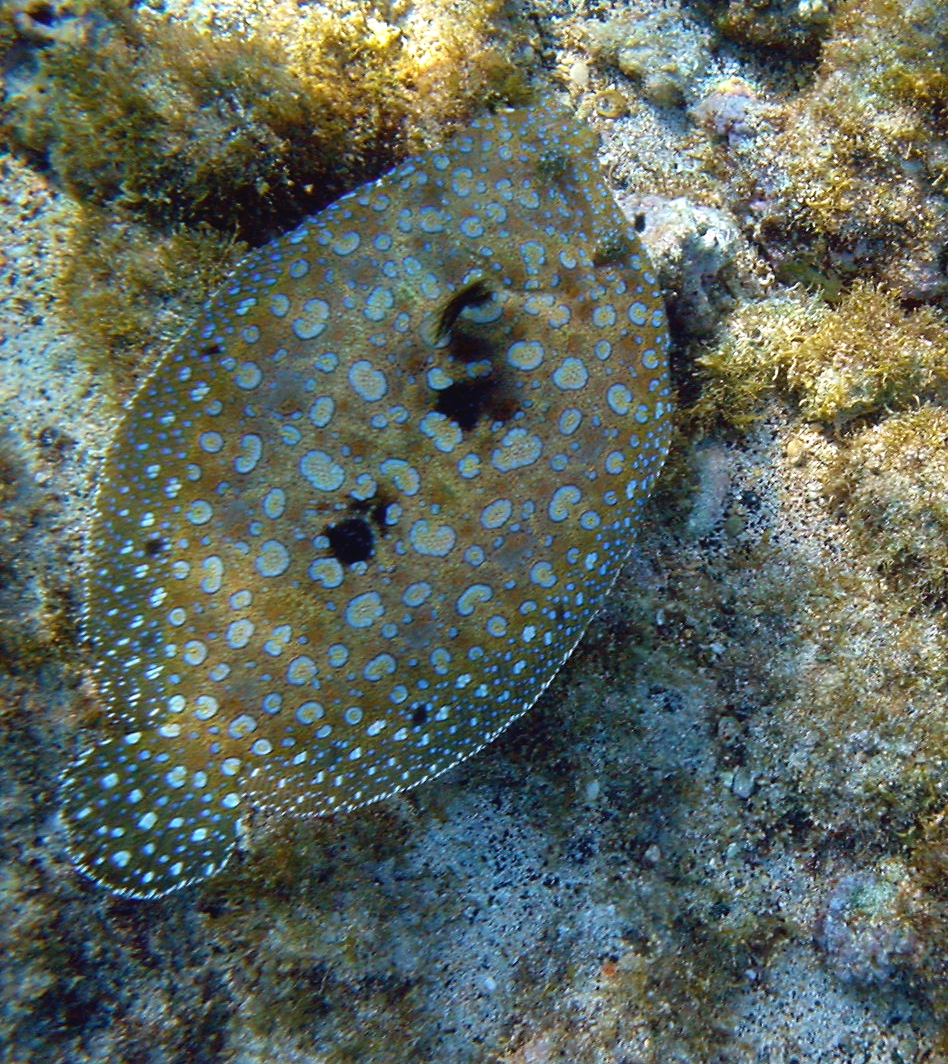
Bothus mancus (Bahía de la Chiva, Hawaii).

Linguado é o nome comum dado a várias espécies de peixes pleuronectiformes demersais da subordem Pleuronectoidei que têm como traço comum uma morfologia corporal específica caracterizada por corpo achatado e cabeça assimétrica com ambos os olhos de um lado. O grupo tem distribuição natural alargada, ocorrendo tipicamente em habitats de fundos arenosos e lodosos de todos os oceanos e mares. Algumas espécies penetram em estuários, podendo viver em águas de baixa salinidade.
O nome comum linguado é na língua portuguesa taxonomicamente impreciso e sujeito a grandes variações regionais, incluindo frequentemente, entre outras, as espécies que são também conhecidas por solha e areeiro.

## Taxonomia
O nome comum linguado é usado para referir espécies apenas distantemente aparentadas, apesar de todas elas pertencerem à subordem Pleuronectoidei, pois o grupo inclui espécies com relação filogenética distante (famílias Achiropsettidae, Bothidae, Pleuronectidae, Paralichthyidae e Samaridae). As mais conhecidas pertencem às famílias Bothidae e Paralichthyidae e maioritariamente aos géneros Paralichthys, Solea e Pseudopleuronectes.
Algumas espécies de linguado constituem em vastas áreas costeiras importantes pescarias comerciais, entre as quais:
- Atlântico Ocidental
  - Pseudopleuronectes americanus — costa atlântica da América do Norte;
  - Paralichthys lethostigma — costa atlântica da América do Norte;
  - Paralichthys dentatus — costa atlântica da América do Norte;
  - Paralichthys albigutta — Golfo do México;
  - Paralichthys tropicus  — Mar do Caribe
  - Paralichthys brasiliensis — costa atlântica da América do Sul;
  - Paralichthys orbignyanus — costa atlântica da América do Sul;
  - Paralichthys patagonicus  — costa atlântica da América do Sul;
- Costa atlântica europeia
  - Platichthys flesus — linguado-comum;
- Pacífico noroeste
  - Paralichthys olivaceus

## Descrição
As características morfológicas mais distintivas dos linguados são o corpo oval e achatado e a presença de cabeça assimétrica, com ambos os olhos de um dos lados da parte frontal. A maioria das espécies de linguado tipicamente cresce até comprimentos que vão dos 12,5-37,5 cm aos 60 cm. De forma oval, a largura máxima é em geral cerca de metade do comprimento e pesam de 2 a 3 kg quando adultos. A coloração corporal é em geral castanho-escuro na parte superior e esbranquiçada na inferior. Para se protegerem dos predadores e emboscarem  as suas presas, apresentam manchas mais escuras na face superior que imitam o fundo dos locais onde vivem (mimetismo).
Apesar da assimetria que apresentam na fase adulta, estas espécies iniciam o seu ciclo de vida apresentando, ao eclodir, a morfologia típica dos peixes, com cabeça simétrica e um olho de cada lado do cérebro. À medida que se desenvolvem, um dos olhos migra para o lado oposto da cabeça, num processo de metamorfose que ocorre entre as fases larvar e juvenil. No processo aderem à condição dextrógira ou levógira, similar às pessoas canhotas e dextras. Levógiros são aqueles cuja migração do olho ocorre para o lado esquerdo da cabeça durante o desenvolvimento e dextrógiros que apresentam migração do olho para o lado direito da cabeça. No final do processo, ambos os olhos ficam na face superior do corpo, dependendo o lado para o qual o olho migra do tipo de espécie e de factores genéticos.
Na fase adulta, os linguados mudam de hábitos, passando a demersais estritos, vivendo camuflados encostados ao substrato dos fundos marinhos como forma de protecção contra os predadores e como estratégia de caça.

## Habitat
Os linguados são peixes típicos dos fundos costeiros lodosos e arenosos, habitando as zonas de maior acumulação de depósitos de areias e lodos, sobre cuja superfície vivem. A maioria das espécies de linguado procura locais mais fundos quando a temperatura das águas desce.
Apesar da maioria das formas ser típica de água salgada, existe o linguado-de-água-doce (Achirus lineatus) e diversas espécies vivem nas águas salobras dos estuários.
Os linguados alimentam-se de larvas de peixes, crustáceos, poliquetas, moluscos e outros pequenos animais, incluindo anfípodes e isópodes, capturados no fundo das águas, caçando as suas presas emboscando-se por mimetismo sobre o fundo e aguardando em perfeita imobilidade até que estas se aproximem. As áreas de caça preferidas são aquelas em que o substrato é solto, permitindo o semi-enterramento do linguado, tornando-o assim virtualmente invisível. Por essa razão são mais frequentes em áreas lodosas próximas de obstáculos que promovam a acumulação de depósitos de partículas, como rochedos, recifes, molhes, pilares de pontes e outras estruturas.
Os machos do género Platichthys são conhecidos por se deslocarem a grandes distâncias, tendo sido capturados a mais de 80 milhas náuticas de distância da costa da Sardenha, por vezes com o corpo fortemente incrustado por várias espécies de cracas (Cirripedia).
As espécies capturadas comercialmente encontram-se ameaçadas, tendo as populações mundiais de solha e linguado sido estimadas em 2003 como tendo cerca de 10% dos efectivos pré-industriais, num decréscimo atribuído à sobrepesca.
A organização Seafood Watch colocou o linguado do Atlântico (Platichthys flesus) entre as espécies incluídas na sua lista das espécies que os consumidores preocupados com a sustentabilidade dos recursos marinhos devem evitar consumir.
Em resultado da sua importância como alimento e da forma da sua cabeça, o linguado é referência frequente no folclore, lendas e ditos das regiões costeiras onde ocorre. Uma das lendas populares onde o linguado tem um papel proeminente é a lenda alemão "O pescador e a sua mulher" recolhida pelos Irmãos Grimm e na novela homónima de Günter Grass (Der Butt, 1977).